# Cantonul Ballan-Miré
Cantonul Ballan-Miré este un canton din arondismentul Tours, departamentul Indre-et-Loire, regiunea Centru, Franța.

## Comune
- Ballan-Miré (reședință)
- Berthenay
- Druye
- La Riche
- Saint-Genouph
- Savonnières
- Villandry